# Gloydius intermedius
Gloydius intermedius – gatunek jadowitego węża z podrodziny grzechotników (Crotalinae) w obrębie rodziny żmijowatych (Viperidae).

## Opis
Posiada ciało grubsze niż inne żmijowate. Na szczycie głowy widnieje wzór w kształcie odwróconego „V”, brakuje zaś białych linii charakterystycznych dla żmijowatych.

## Występowanie
Federacja Rosyjska (południowo-wschodnia Syberia), północne i północno-wschodnie Chiny i obie Koree.
Gatunek zamieszkuje lasostepy i półpustynie. Bytuje na równinach, wzgórzach i w górach, w przedziale wysokości 620–2400 m n.p.m.

## Systematyka
Gatunek ten opisał w 1868 roku rosyjski herpetolog Aleksandr Sztrauch, nadając mu nazwę Trigonocephalus intermedius. Później takson ten był niekiedy uznawany za podgatunek Gloydius blomhoffii lub Gloydius halys. Gloydius saxatilis (opisany w 1937 roku jako Ancistrodon saxatilis) został w 1999 roku zsynonimizowany z Gloydius intermedius przez Orłowa i Barabanowa, choć niektórzy autorzy nadal traktują je jako odrębne gatunki.
Synonimy
- Trigonocephalus intermedius Strauch, 1868
- Agkistrodon halys intermedius Strauch, 1876
- Halys intermedia — Peters, 1877
- Ancistrodon intermedius — Boulenger, 1890
- Agkistrodon blomhoffii intermedius — Stejneger, 1907
- Ancistrodon blomhoffi intermedius — Despax, 1913
- Ancistrodon saxatilis Emelianov, 1937
- Agkistrodon saxatilis Gloyd, 1972
- Agkistrodon halys cognatus Gloyd, 1977
- Agkistrodon shedoaensis continentalis — Zhao, 1980
- Agkistrodon saxatilis — Schneeweiss, 1989
- Gloydius saxatilis (Emelianov, 1937)
- Agkistrodon intermedius saxatilis — Welch, 1994
- Agkistrodon intermedius — Orlov & Barabanov, 1999
- Gloydius intermedius (Strauch, 1868)